# Miltochrista sauteri
Miltochrista sauteri är en fjärilsart som beskrevs av Embrik Strand 1917. Miltochrista sauteri ingår i släktet Miltochrista och familjen björnspinnare. Inga underarter finns listade i Catalogue of Life.